# Austin County
Austin County je okres ve státě Texas v USA. Žije zde přibližně 30 tisíc obyvatel. Správním městem okresu je Bellville, největším je pak Sealy. Celková rozloha okresu činí 1 700 km².